# Distrito Escolar Unificado de Santa Ana
El Distrito Escolar Unificado de Santa Ana(Santa Ana Unified School District, SAUSD) es un distrito escolar de California. Tiene su sede en Santa Ana.El distrito, con una superficie de 24 millas cuadradas, gestiona 61 escuelas, incluyendo 36 escuelas primarias, 9 escuelas intermedias, 7 escuelas preparatorias, 3 escuelas preparatorias alternativas, 5 escuelas "charter" y una escuela especial. SAUSD tiene 58.000 estudiantes y 4.654 empleados. SAUSD es el sexto distrito escolar más grande en California.

## Escuelas
Preparatorias (high schools - grados 9 a 12):
- Escuela Preparatoria Century
- Escuela Preparatoria Cesar E. Chavez
- Godinez Fundamental High School
- Lorin Griset Academy
- Middle College High School
- Escuela Preparatoria Saddleback High School
- Escuela Preparatoria Santa Ana High School
- Escuela Preparatoria Segerstrom High School
- Escuela Preparatoria Valley[5]